# Kriegerdenkmal (Kötzschenbroda)
Das Kriegerdenkmal am Ostende des Angers Altkötzschenbroda steht im Stadtteil Kötzschenbroda der sächsischen Stadt Radebeul. Das Ehrenmal für die Gefallenen der Gemeinde im Ersten Weltkrieg steht vor der Eingangsseite in die Friedenskirche. Es ist ein Kulturdenkmal.

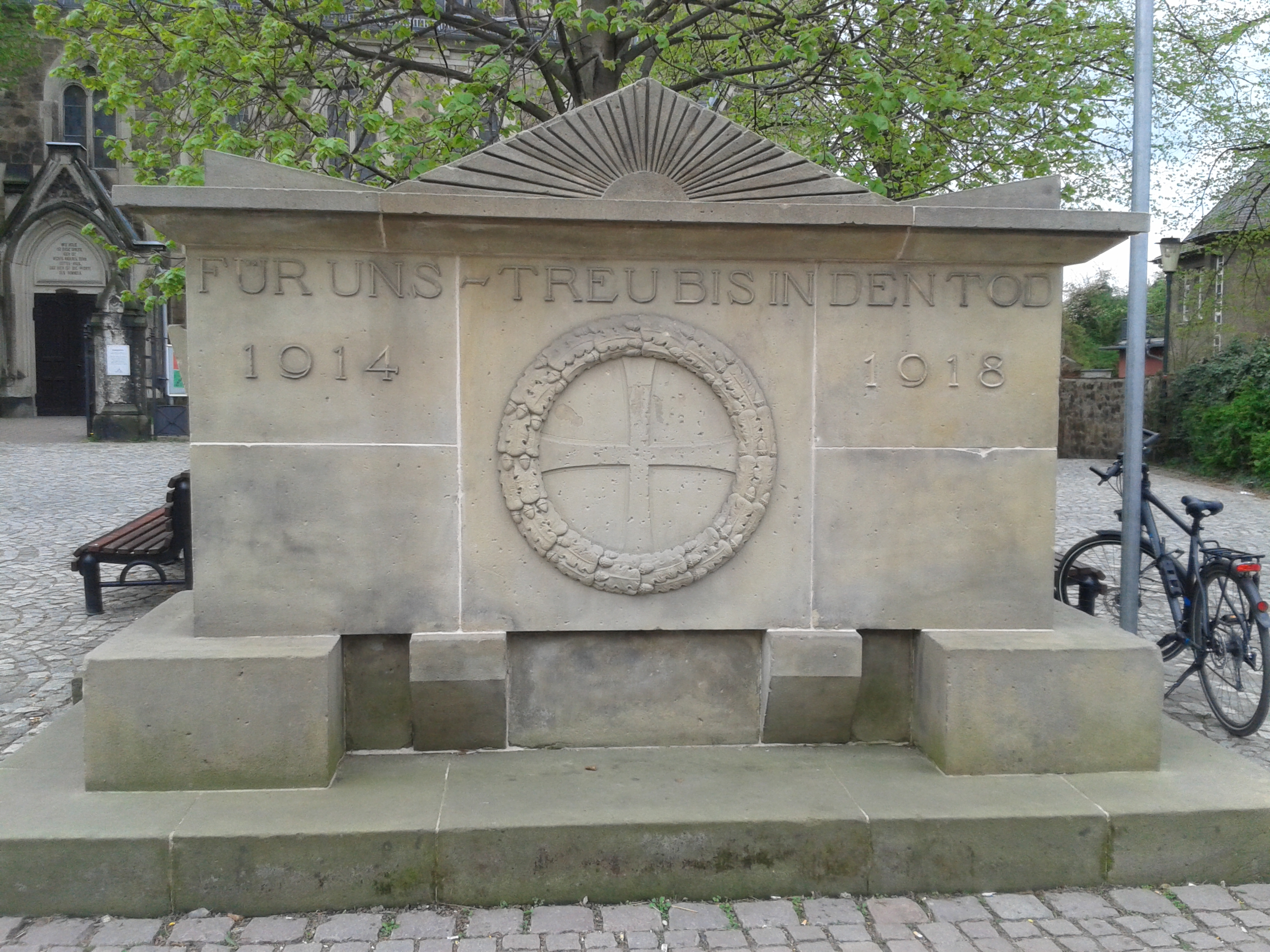
Kriegerdenkmal in Kötzschenbroda

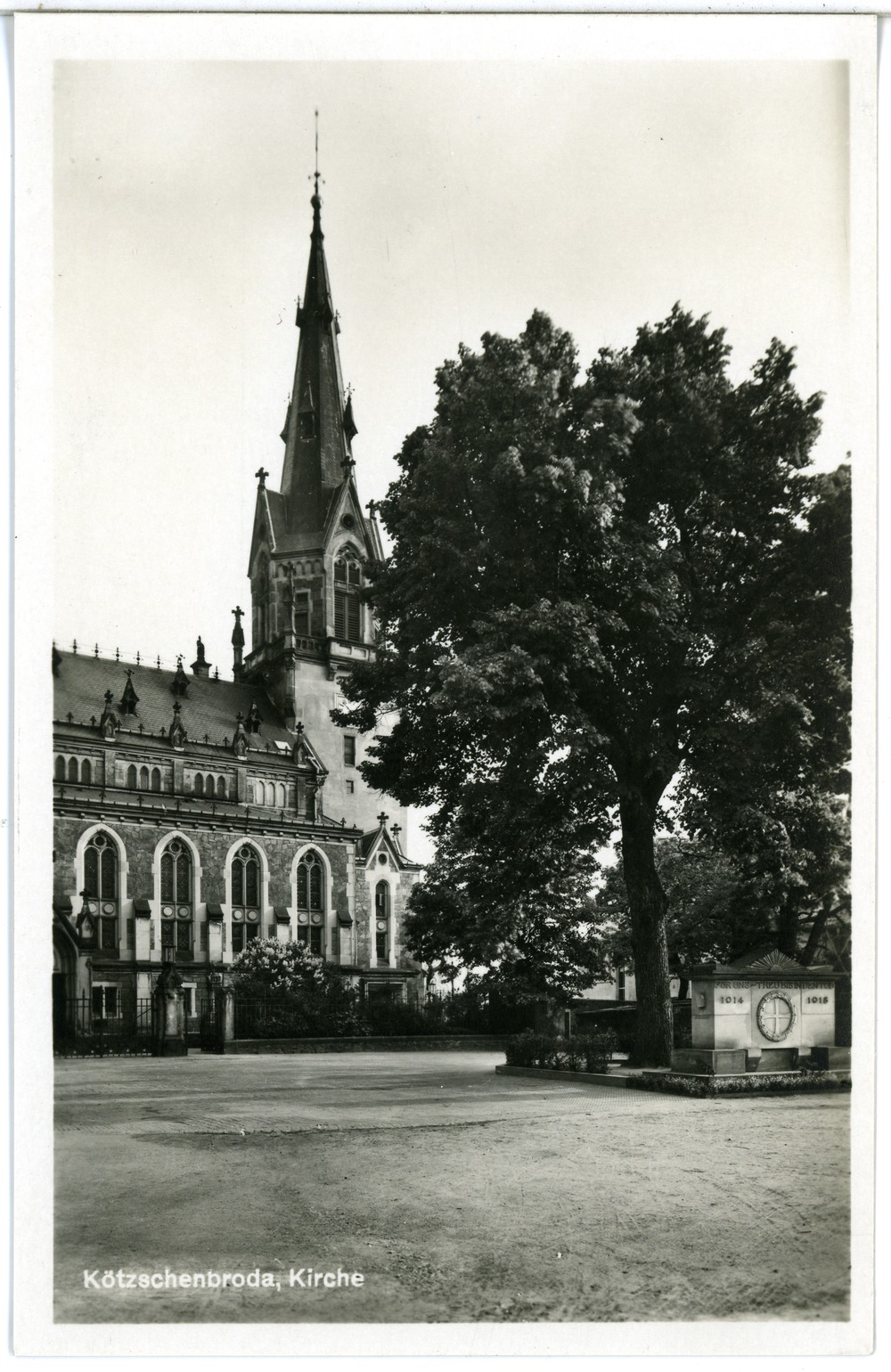
Kriegerdenkmal (1929) auf dem Platz vor der Kirche

## Beschreibung
Das 1925 aus Sandstein errichtete Denkmal wurde von dem ortsansässigen Bildhauer Alfred Lehmann entworfen. Auf einer rechteckigen Grundplatte sowie darüber liegenden Blockstufen steht ein sarkophagähnliches Monument, auf diesem befindet sich über einem Gesims ein flacher Dreiecksgiebel.

Auf der nördlichen Vorderseite befindet sich ein Relief aus einem Eichenlaubkranz um ein Eisernes Kreuz. Darüber steht die Inschrift 

„FÜR UNS – TREU BIS IN DEN TOD“

 und seitlich die Jahreszahlen „1914“ und „1918“. Auf der Rückseite stehen die Namen der Gefallenen von Kötzschenbroda vor den Eingemeindungen.